# Moszkalenki járás

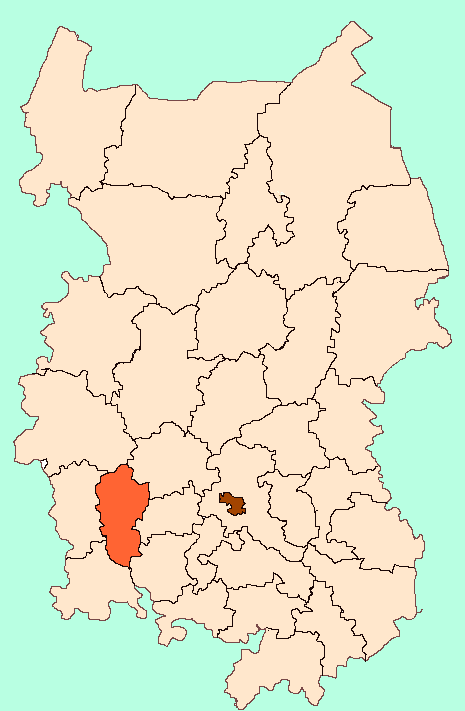
A Moszkalenki járás az Omszki területen

A Moszkalenki járás (oroszul Москаленский район) Oroszország egyik járása az Omszki területen. Székhelye Moszkalenki.

## Népesség
- 1989-ben 33 611 lakosa volt.
- 2002-ben 32 053 lakosa volt.
- 2010-ben 28 968 lakosa volt, melynek 73,08%-a orosz, 11,51%-a kazah, 8,45%-a német, 3,08%-a ukrán, 1,25%-a tatár.